# Сілівонкі
Сілівонкі (пол. Siliwonki) — село в Польщі, у гміні Гушлев Лосицького повіту Мазовецького воєводства. Населення — 79 осіб (2011).

## Історія
За даними етнографічної експедиції 1869—1870 років під керівництвом Павла Чубинського, у селі проживали лише греко-католики, які розмовляли українською мовою.
У 1975—1998 роках село належало до Білопідляського воєводства.

## Демографія
Демографічна структура станом на 31 березня 2011 року:
|          | Загалом | Допрацездатний вік | Працездатний вік | Постпрацездатний вік |
| -------- | ------- | ------------------ | ---------------- | -------------------- |
| Чоловіки | 44      | 9                  | 31               | 4                    |
| Жінки    | 35      | 7                  | 21               | 7                    |
| Разом    | 79      | 16                 | 52               | 11                   |